# Bedel Dogoui
Pas d'image ? Cliquez ici

a Compétitions nationales et continentales officielles uniquement.

b Matchs officiels uniquement.
Dernière mise à jour le 12 novembre 2012.
Bedel Dogoui, né le 11 décembre 1976 à Abidjan, est un joueur de rugby à XV et de rugby à sept qui évolue aux postes d'arrière ou d'ailier. Il joue avec l'équipe de rugby de Côte d'Ivoire et dans plusieurs clubs de rugby français.

## Biographie
Bedel Dogoui obtient sa cape internationale en juin 1996 à l’occasion d’un match contre l'équipe des Lions britanniques et irlandais de rugby à XV lors d'un tournoi organisé en l'honneur de Max Brito[réf. nécessaire]. Il évolue en France dès 1997 en ayant débuté en Fédérale 3 avec le JA Saumur, avant de jouer en Fédérale 2 avec le SA Vierzon lors de la saison 1999-2000, en Fédérale 1 avec le RC Châteaurenard de 2000 à 2003 puis en Pro D2 avec le Pays d'Aix RC de 2003 à 2006. Il passe ensuite le Valence sportif pour la saison 2006-2007 et l'AS Villeurbanne pour la saison 2007-2008. Puis, il revient jouer avec le RC Châteaurenard en 2008.

## Palmarès
- Champion de France de Fédérale 1 en 2004 avec le RC Pays d'Aix